# Эвксенит
Эвксени́т — радиоактивный метамиктный рентгенаморфный минерал класса оксидов с химической формулой (Y,Ca,Ce,U,Th)(Nb,Ta,Ti)2O6.
Название дано от греч. εύξεινος — гостеприимный, в связи с множеством редких элементов, входящих в его состав.

## Морфология
Сингония ромбическая. Кристаллы столбчатые, пластинчатые, несовершенные. Грани всегда матовые; на гранях вертикального пояса развита продольная штриховка, на других гранях также присутствует штриховка.

## Свойства
Растворяется в HF + H2SO4. Легко даёт сплавы с КОН и KHSO4. Под действием концентрированных кислот (H2SO4, HCl, HF) медленно разлагается.
При нагревании растрескивается и, как все метамиктные минералы, светится. Не плавится.

## Месторождения и использование
Имеется в России, США, Норвегии, Бразилии и Мадагаскаре.
Используется в ряде стран для получения ниобия.